# Municipio de Worth (condado de Cook)
El municipio de Worth (en inglés: Worth Township) es un municipio ubicado en el condado de Cook en el estado estadounidense de Illinois. En el año 2010 tenía una población de 152633 habitantes y una densidad poblacional de 1.832,75 personas por km².

## Geografía
El municipio de Worth se encuentra ubicado en las coordenadas 41°41′26″N 87°44′38″O / 41.69056, -87.74389. Según la Oficina del Censo de los Estados Unidos, el municipio tiene una superficie total de 83.28 km², de la cual 82.35 km² corresponden a tierra firme y (1.12%) 0.93 km² es agua.

## Demografía
Según el censo de 2010, había 152633 personas residiendo en el municipio de Worth. La densidad de población era de 1.832,75 hab./km². De los 152633 habitantes, el municipio de Worth estaba compuesto por el 79.59% blancos, el 9.95% eran afroamericanos, el 0.31% eran amerindios, el 1.71% eran asiáticos, el 0.05% eran isleños del Pacífico, el 6.23% eran de otras razas y el 2.17% pertenecían a dos o más razas. Del total de la población el 15.74% eran hispanos o latinos de cualquier raza.